# Indopadilla phantoani
Espèce
Indopadilla phantoani est une espèce d'araignées aranéomorphes de la famille des Salticidae.

## Distribution
Cette espèce est endémique de la province de Đắk Lắk au Viêt Nam,. Elle se rencontre dans le parc national de Chu Yang Sin.

## Description
Le mâle holotype mesure 2,27 mm et la femelle paratype 2,51 mm.

## Systématique et taxinomie
Cette espèce a été décrite par Hoang et Zhang en 2023.

## Étymologie
Cette espèce est nommée en l'honneur de Phan Quoc Toan.

## Publication originale
- Hoang, Wang, Tran, Nguyen & Zhang, 2023 : « A new jumping spider species of the genus Indopadilla Caleb et Sankaran, 2019 (Aranei: Salticidae) from the Central Highlands, Vietnam. » Arthropoda Selecta, vol. 32, no 1, p. 89-93.